# São-toméische Volleyballnationalmannschaft der Männer
Die são-toméische Volleyballnationalmannschaft der Männer ist die Auswahl são-toméischer Volleyballspieler, welche die Federação Santomense de Voleibol auf internationaler Ebene, beispielsweise in Freundschaftsspielen gegen die Auswahlmannschaften anderer nationaler Verbände, aber auch bei internationalen Wettbewerben repräsentiert. 1984 trat der nationale Verband dem Weltverband Fédération Internationale de Volleyball (FIVB) bei. Im Oktober 2021 wurde die Mannschaft auf dem 20. Platz der kontinentalen Rangliste geführt.

## Internationale Wettbewerbe

### São Tomé und Príncipe bei Weltmeisterschaften
Die Mannschaft konnte sich bisher nicht für eine Weltmeisterschaft qualifizieren.

### São Tomé und Príncipe bei Olympischen Spielen
Bisher gelang es der Mannschaft nicht, sich für die olympischen Wettbewerbe zu qualifizieren.

### São Tomé und Príncipe bei Afrikameisterschaften
Die Mannschaft kann bisher keine Teilnahmen an der Afrikameisterschaft vorweisen.

### São Tomé und Príncipe bei den Afrikaspielen
São Tomé und Príncipes Volleyballnationalmannschaft der Männer nahm bisher nie an den Wettbewerben der Afrikaspiele teil.

### São Tomé und Príncipe beim World Cup
São Tomé und Príncipe kann bisher keine Teilnahme am World Cup – dem Qualifikationsturnier für die Olympischen Spiele – vorweisen.

### São Tomé und Príncipe in der Weltliga
Die Weltliga fand bisher ohne são-toméische Beteiligung statt.